# Districte de Rodés
El Districte de Rodés és una divisió administrativa francesa del departament de l'Avairon, a la regió d'Occitània. El seu cap és Rodés (Avairon), que també és el cap del departament. Té 23 cantons i 139 municipis.

## Composició
- Cantó de La Barraca de Fraisse-Sauvatèrra
- Cantó de Boason
- Cantó de Cassanhas de Begonhés
- Cantó de Concas
- Cantó d'Entraigas
- Cantó d'Espaliu
- Cantó d'Estanh
- Cantó de Salvetat-Peyralès
- Cantó de La Guiòla
- Cantó de Laissac
- Cantó de Marcillac-Vallon
- Cantó de Mur-de-Barrez
- Cantó de Naucelle
- Cantó de Pont-de-Salars
- Cantó de Réquista
- Cantó de Rignac
- Cantó de Rodés-Est
- Cantó de Rodés-Nord
- Cantó de Rodés-Oest
- Cantó de Saint-Amans-des-Cots
- Cantó de Saint-Chély-d'Aubrac
- Cantó de Saint-Geniez-d'Olt
- Cantó de Sainte-Geneviève-sur-Argence.